# Sport à Paris
Paris est une ville dont l'histoire est très marquée par le sport. Du jeu de paume dès le XIIe siècle au football au XXIe siècle, en passant par les courses hippiques et le cyclisme au XIXe siècle, Paris a toujours connu la pratique du sport depuis au moins un millénaire.

## Histoire

### Généralités

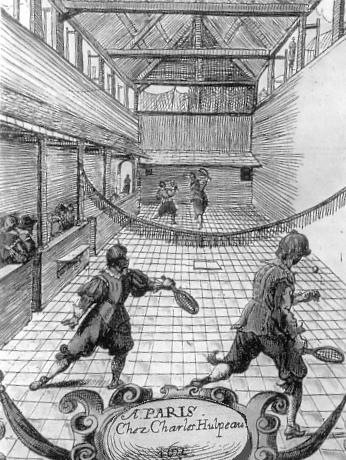
Salle de jeu de paume parisien avant la Révolution

Lors du dernier siècle, Paris a tenu un rôle important dans la diffusion et l'organisation du sport moderne. Nombre de fédérations internationales y sont nées tandis que l'appel à la rénovation des Jeux olympiques par le baron Pierre de Coubertin s'est tenu à la Sorbonne en novembre 1892. Le Comité international olympique est fondé à Paris le 23 juin 1894 à l'occasion du premier congrès olympique. De nombreuses fédérations internationales, aujourd'hui massivement localisées en Suisse, sont natives de Paris. La quasi-totalité des fédérations nationales sportives naissent aussi dans la capitale et sont toujours localisées à Paris. C'est également là que se trouve le siège du Comité national olympique et sportif français et le Ministère de la Jeunesse et des Sports. Paris a accueilli les Jeux olympiques en 1900, 1924 et 2024.
L'attribution du premier titre de « champion du monde » (1740 à Clergé en jeu de paume), la première utilisation du système métrique en athlétisme (1798) lors des Olympiade de la République, le premier concours de saut d'obstacles (1866), la première course cycliste (1868), le premier tournoi d'escrime moderne (1893), les premières femmes autorisées à participer aux Jeux olympiques (1900), nombre de premières sportives ont eu lieu à Paris.
Le sport roi à Paris fut d'abord le jeu de paume du XIIe au XVIIIe siècle. L’Italien Francesco d’Ierni estime en 1596 à 250 le nombre de salles de jeu de paume à Paris et à 7 000 le nombre de personnes qui vivent directement ou indirectement de cette activité. Le déclin de la paume annonce l'émergence d'un nouveau sport roi à Paris : le sport hippique. Les hippodromes poussent alors comme des champignons au XIXe siècle. La fin du siècle n'est pourtant plus dominée exclusivement par les courses hippiques depuis l'apparition du cyclisme à la fin des années 1860. C'est la grande époque de la construction des stades vélodromes : Parc des Princes en 1897 et Vélodrome de Vincennes en 1896, notamment. Le Vélodrome d'hiver, construit sur le terrain du stade du Red Star contraignant ce dernier à déménager hors des limites administratives de la capitale, fut inauguré en 1909. Le football met d'accord cyclisme et hippisme en s'imposant comme le sport roi à Paris dans les années 1920. Les clubs parisiens sont alors nombreux (Red Star, Racing, Olympique, CASG, Stade français, etc) et leurs résultats sont excellents. Après l'abandon ou la chute des vieilles têtes d'affiche durant les années 60, le Paris Saint-Germain créé en 1970 a régulièrement été le seul club parisien de football évoluant en première division masculine (hormis le bref retour du Racing dans les années 80 et quelques saisons du Paris FC dans les années 70 et à nouveau à partir de 2025).
Le tennis, jeu de paume amélioré, fait un retour à Paris dès les années 1870. Les championnats de France, futur Tournoi de Roland-Garros, y sont joués depuis 1891. Le stade Roland-Garros, où se tient désormais le tournoi, est inauguré en 1928 pour les besoins de la Coupe Davis, dominée alors par les Quatre Mousquetaires.

### Football à Paris

Le Stade Jean Bouin en haut face au Parc des Princes en bas.

Le premier championnat de football disputé en France se tient à Paris en 1894 et mit aux prises quatre clubs de la capitale et deux de sa proche banlieue (Neuilly et Asnières). Parmi ces pionniers, citons les White-Rovers, le Standard Athletic Club et le Club français, qui furent les trois premiers grands clubs parisiens.
Le championnat s'ouvre à la province en 1899, mais la vivacité du football parisien ne se dément pas avec avant la Première Guerre mondiale, l'émergence de plusieurs clubs importants comme le Racing club de France, le Red Star (né à Paris), le CA Paris, l'US Suisse, l'Étoile des Deux Lacs, le Patronage Olier, le Stade français, le Paris Star et le Gallia Club Paris, notamment.
Après la Grande Guerre, les clubs vedettes de la capitale sont l'Olympique de Paris, le Red Star, le CASG Paris (football), le CA Paris, le Racing club de France, l'US Suisse et le Stade français. Lors des sept premières éditions de la Coupe de France, ce sont toujours des clubs parisiens qui s'imposent.

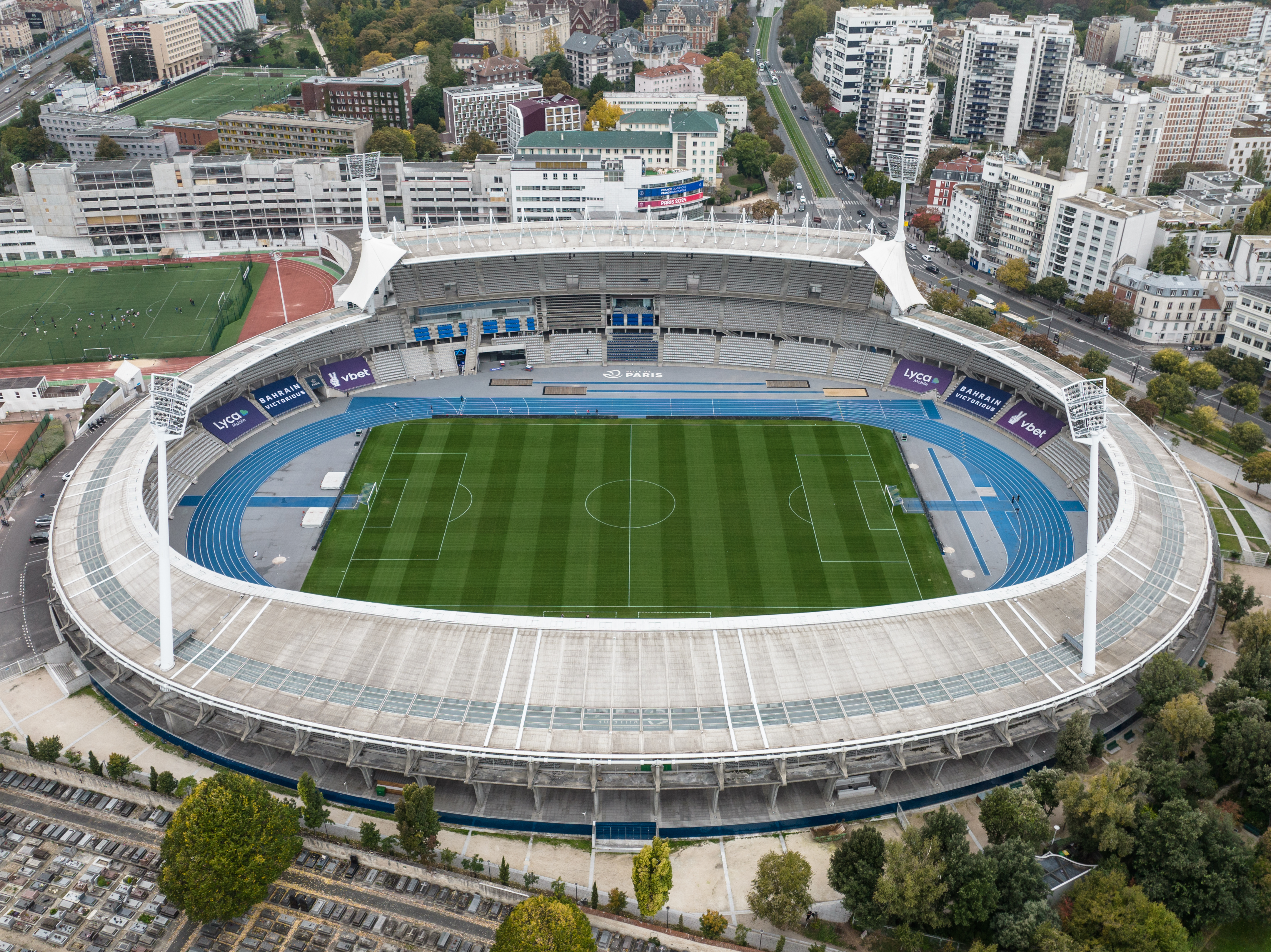
Le Stade Charléty, deuxième plus grand stade de football à Paris.

Le passage au professionnalisme en 1932 porte un coup sévère à la multitude de clubs parisiens. Quatre d'entre eux sont autorisés à prendre le statut professionnel. On retrouve toujours quatre clubs à statut pro au sortir de la Seconde Guerre mondiale avec le Red Star, le Racing, le Stade français, et le CA Paris, mais à la suite de la grave crise financière du football professionnel des années 1960, seul le Red Star reste en lice jusqu'à l'arrivée du Paris Saint-Germain et du Paris FC dans les années 70, puis du bref renouveau du Racing dans les années 80. A partir de 1990, le PSG est le seul club parisien évoluant au plus haut niveau jusqu'à ce que le Paris Football Club le rejoigne en 2025.
Le football féminin fit l'objet du premier championnat de l'histoire à Paris dès 1918. Les clubs les plus importants de ces compétitions furent l'En Avant, le Fémina Sport, Les Sportives de Paris et le Dunlop Sports. Malgré la pression machiste, le football féminin resta pratiqué en compétition à Paris jusqu'en 1937. Il faut ensuite attendre 1970 pour voir se mettre en place un championnat de Paris féminin. La section féminine du PSG représente la capitale au plus haut niveau national.
Traditionnellement, l'équipe nationale dispute ses matches à domicile à Paris. Ceci n'est toutefois pas une règle, de plus, nombre de rencontres se déroulent en fait en banlieue parisienne, essentiellement à Colombes (stade olympique) ou à Saint-Denis (Stade de France), mais aussi à Gentilly ou à Saint-Ouen, ou encore à  Charenton ou à Saint-Cloud, par exemple. Les enceintes parisiennes  ayant accueilli les Bleus sont le Parc des Princes et le stade Pershing. De même pour les finales de la Coupe de France. Le stade de la Rue Olivier-de-Serres et le stade Bergeyre furent également hôtes de ces finales.
Côté fédérations, le comité du football de l'USFSA, premier organisme français gérant le football, est né à Paris en 1893. De même, la FFF (1919) et la FIFA (1904) ont vu le jour à Paris, tout comme la Coupe du monde, le championnat d'Europe et la Coupe des clubs champions européens, notamment.

### Sport hippique à Paris

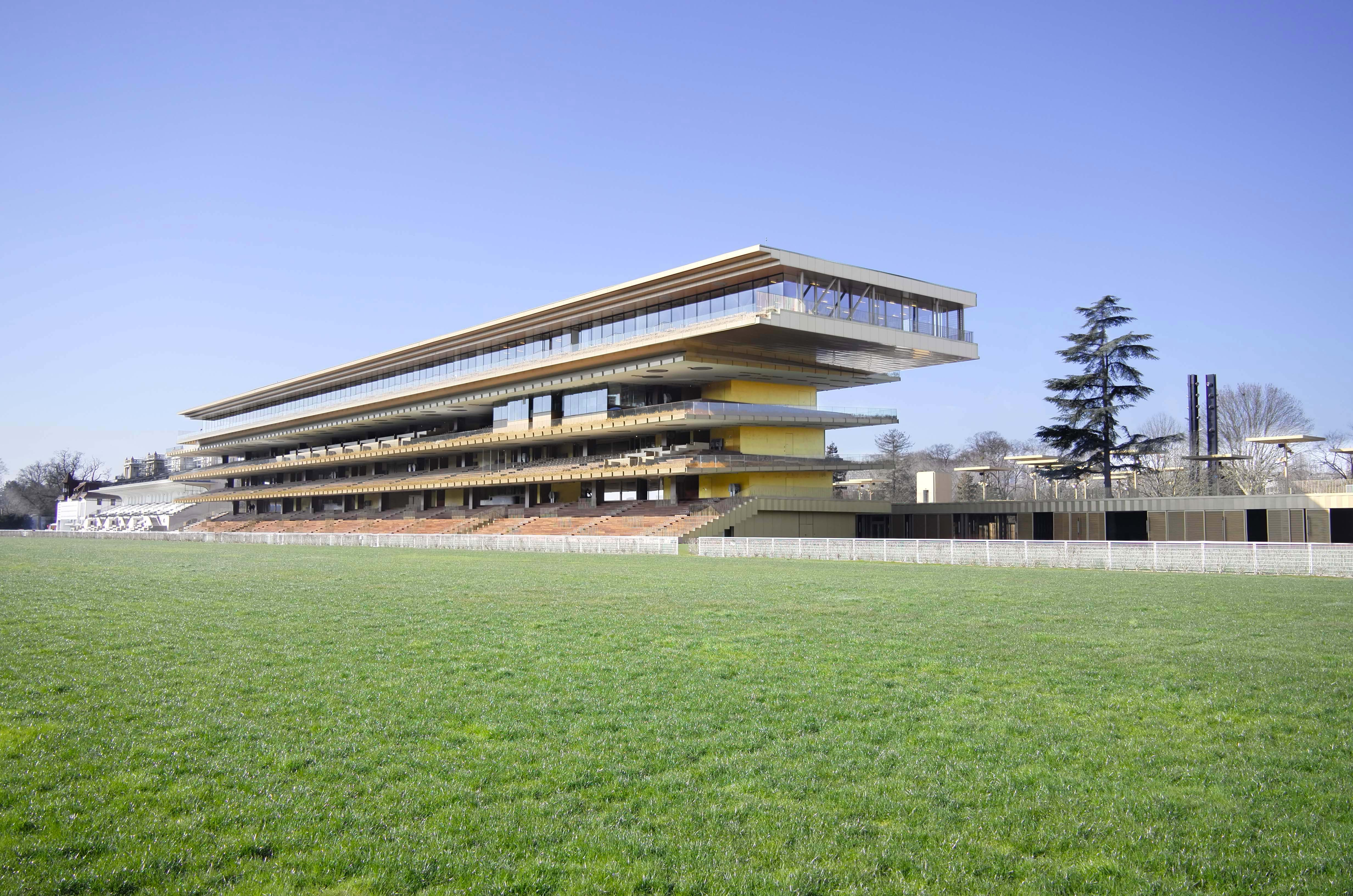
Hippodrome de Longchamp

Avec les hippodromes de Vincennes, Longchamp et Auteuil, Paris compte dans ses murs pas moins de trois champs de courses, accueillant tous les trois des compétitions de renommées internationales. Ces trois hippodromes ont tous été construits au XIXème siècle et sont aujourd'hui les équipements sportifs les plus anciens encore en service aujourd'hui (même s'ils ont été évidemment été rénovés ou reconstruits à plusieurs reprises depuis leur édification initiale).
Le programme hippique parisien comprend également des épreuves se courant sur des hippodromes de la banlieue parisienne, tel Chantilly, Maisons-Laffitte, Saint-Cloud et Enghien-Soisy.

### Jeux olympiques

#### Jeux olympiques de 1900

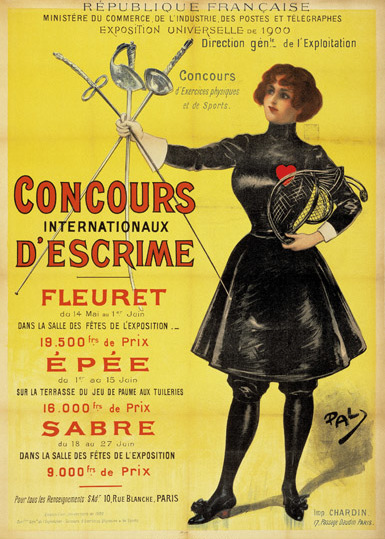
Un poster des Jeux de Paris de 1900.

Le 23 juin 1894, les Jeux olympiques antiques sont rétablis par le baron Pierre de Coubertin et la première édition se déroula à Athènes en 1896, dans la ville où étaient nés les Jeux. Conformément à une décision déjà inscrite au point 13 de la déclaration de rétablissement des Jeux olympiques la seconde édition de l'ère moderne de l'événement se déroule à Paris en 1900.
Ces Jeux se déroulent dans le cadre de l'Exposition universelle de 1900 principalement dans des installations temporaires. Cependant seuls les concours d'escrime se déroulent à la salle des fêtes de l'Exposition au Champ-de-Mars. Les disciplines nautiques sont disséminées le long de la Seine : dans Paris la pêche à la ligne sur l'Île aux Cygnes, et hors de Paris l'aviron, la natation, le water-polo et le sauvetage sur l'eau entre Asnières et Courbevoie, les courses de bateaux à moteur à Argenteuil et la voile à Meulan. D'autres se déroulent au Bois de Vincennes : automobilisme, tir au canon, colombophilie, sauvetage et ballons.
Parmi les installations qui durèrent au-delà de l'Exposition figurent le Vélodrome Municipal de Vincennes toujours en service (renommé depuis en l'honneur du champion cycliste Jacques Anquetil) et qui outre le cyclisme accueillit gymnastique, cricket,football et rugby, et la Croix-Catelan dans le Bois de Boulogne qui accueillit alors l'athlétisme et qui est toujours un espace dédié au sport mais où les installations d'athlétisme ont disparu.

#### Jeux olympiques d'été de 1924

Logo des Jeux olympiques d'été de 1924

En 1921, lors de la 19e session du Comité international olympique (CIO) à Lausanne en Suisse Paris fut à nouveau désignée ville hôte pour les Jeux de 1924. Après ces nouveaux Jeux olympiques à Paris le baron Pierre de Coubertin confirma son départ de la Présidence du CIO qui fut effective l'année suivante en 1925.
Pour le rôle de site principal le stade de Colombes fut préféré au Stade Pershing ou au Parc des Princes et fut pour l'occasion agrandi pour devenir le Stade olympique de Colombes (aujourd'hui Stade Yves du Manoir) et pouvoir accueillir 45000 spectateurs et les cérémonies, l'athlétisme, le départ et l'arrivée du cyclisme sur route, l'équitation, le football, la gymnastique, le cross du pentathlon moderne et le rugby. La ville de Colombes accueillit aussi le premier village olympique constitué de baraquements en bois.
Plusieurs équipements utilisés à l'époque sont sont toujours en service : la Piscine des Tourelles, le Vélodrome Municipal de Vincennes qui avait déjà été utilisé pour les Jeux de 1900 ou le Stade de Paris situé à Saint-Ouen et aujourd'hui nommé Stade Bauer. D'autres sites ont depuis été détruits comme le Vélodrome d'Hiver ou le Stade Bergeyre.

#### Jeux olympiques d'été de 2024

Logo des Jeux olympiques d'été de 2024

Après plusieurs échecs de candidatures pour l'organisation des Jeux de 1992, 2008 et 2012, la ville obtient le 13 septembre 2017 lors de la 131e session du Comité international olympique à Lima au Pérou l'organisation de ces nouveaux Jeux, cent ans après la dernière édition ayant eu lieu dans la capitale française. Paris devient alors la seconde ville après Londres à organiser à trois reprises les Jeux olympiques d'été.
L'organisation fait la part belles aux équipements déjà existants aussi bien en région parisienne (Stade de France, Paris La Défense Arena, Palais omnisports de Paris-Bercy, Stade Roland-Garros notamment) que sur des sites plus éloignés (Base nautique de Vaires-sur-Marne, Centre national de tir sportif à Chateauroux, Stade Pierre-Mauroy à Villeneuve-d'Ascq), et à des installations temporaires sur des sites emblématiques (Grand Palais, Stade Tour Eiffel, Arena Champ-de-Mars, Esplanade des Invalides, Parc urbain de la Concorde) ou dans les Parcs d'exposition de l'Arena Paris Sud et l'Arena Paris Nord. Le Stade départemental Yves-du-Manoir qui avait été le grand stade olympique lors des Jeux de 1924 fait le trait d'union entre les deux olympiades en recevant cent ans après le Hockey sur gazon dans une enceinte réduite à 9500 places en 2024.
Les seuls équipements créés pour l'occasion et ayant vocation à être conservés sont : l'Arena Porte de la Chapelle (qui en dehors de Jeux devient la salle attitrée du Paris Basketball), le Centre aquatique olympique de Saint-Denis et le Village olympique de Saint-Denis (transformé ensuite en logements et en bureaux).

## Calendrier sportif parisien

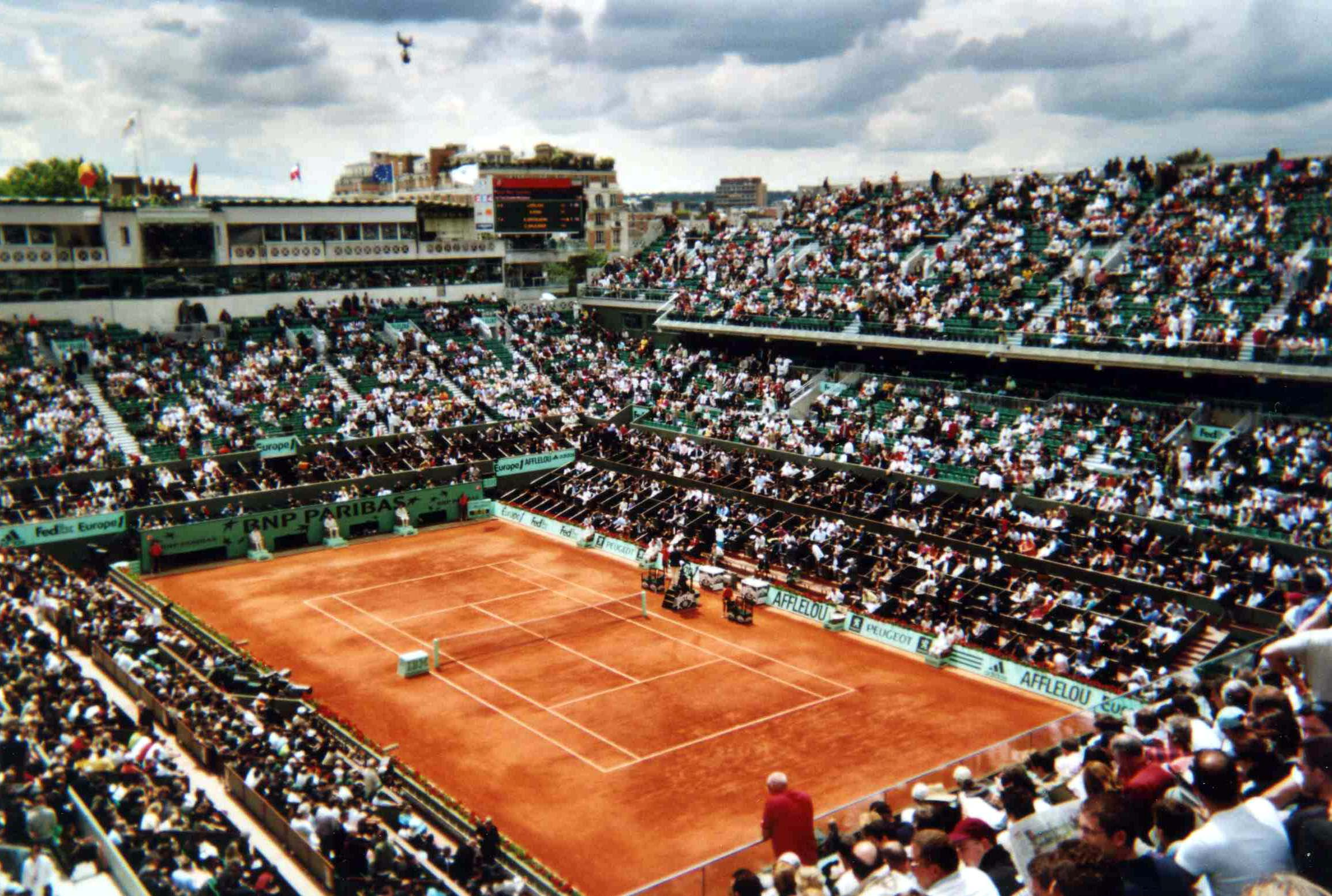
Court central de Roland-Garros

### Évènements d'un jour ou tournois
Aujourd'hui, le calendrier sportif parisien compte plusieurs rendez-vous d'importance. La liste plus bas indique le mois de chaque compétition pour l'édition 2024 :
Janvier :
- Prix d'Amérique (sport hippique)

Février :
- Tournoi de Paris de judo
- matchs à domicile de l'Équipe de France de rugby à XV du Tournoi des Six Nations (février-mars)

Avril :
- Marathon de Paris
- finale de la Coupe de France masculine de handball
- finales des Coupe de France masculine de basket-ball et Coupe de France féminine de basket-ball

Mai :
- Giant Open[1],[2] (natation, à partir de 2025)
- finale de la Coupe de France de football
- finale de la Coupe de France féminine de handball
- Grand Steeple-Chase de Paris (sport hippique)
- Tournoi de Roland Garros (tennis, mai-juin avec finale en juin)

Juin :
- Meeting de Paris (athlétisme)
- finale du Championnat de France de rugby

Juillet :
- Étape du Tour de France des Champs-Élysées (cyclisme)

Septembre :
- étape française de la Coupe du monde de gymnastique artistique

Octobre :
- Open de France de badminton (à Rennes en 2023 et 2025)
- Prix de l'Arc de Triomphe (sport hippique)

Novembre :
- étape finale du Supersevens (rugby à 7)
- Supercross de Paris
- Tournoi de tennis de Paris

Le calendrier des courses hippiques est par ailleurs copieux avec des courses presque tous les jours : galop, obstacles, trot attelé ou trot monté, toutes les disciplines se tiennent à Paris sur les différents hippodromes.

### Clubs dans les championnats nationaux
Le calendrier sportif est complété par celui des clubs de sports collectifs dans les championnats nationaux et éventuellement selon les années dans les compétitions européennes ou internationales en cas de qualification.
Dans les sports collectifs la capitale française est représentée par un ou plusieurs clubs dans le championnat national de plus haut niveau dans les disciplines suivantes en 2024 :
- Football : Championnat de France de football masculin et Championnat de France féminin de football féminin
- Handball : Championnat de France masculin de handball et Championnat de France féminin de handball
- Volleyball : Championnat de France masculin de volley-ball et Championnat de France féminin de volley-ball
- Rugby à XV : Championnat de France de rugby à XV masculin
- Basketball : Championnat de France masculin de basket-ball
- Hockey sur gazon : Championnat de France masculin de hockey sur gazon et Championnat de France féminin de hockey sur gazon

Dans certains sports pour lesquelles Paris ne compte pas d'équipe au plus haut niveau national des clubs de proche banlieue peuvent être présents à cet échelon et permettre au public parisien d'assister au championnat en 2024 :
- Rugby à XV : Athletic Club de Bobigny 93 rugby (féminines) en Championnat de France féminin de rugby à XV féminin
- Football américain : Flash de La Courneuve en Championnat de France de football américain D1 et Championnat de France féminin de football américain, Molosses d'Asnières aussi en D1 masculine

### Disciplines sans club au plus haut niveau
Paris n'est pas ou plus présent dans la plus haute division nationale ni intra-muros ni par un club de proche banlieue dans les disciplines collectives suivantes en 2024 :
- Hockey sur glace : Championnat de France de hockey sur glace et Championnat de France féminin de hockey sur glace
- Baseball : Championnat de France de baseball et Championnat de France de softball féminin

## Principaux équipements sportifs parisiens
Les principaux équipements sportifs parisiens sont le Parc des Princes, le stade Roland-Garros, le Palais omnisports de Paris-Bercy, l'Arena Porte de la Chapelle, le stade Charléty, le stade Jean-Bouin, le stade Pierre-de-Coubertin, le vélodrome Jacques-Anquetil, le Trinquet Chiquito de Cambo et les hippodromes de Vincennes, Longchamp et Auteuil. Paris compte 42 piscines dont six bassins de 50 mètres.
Le Stade de France situé à Saint-Denis, tout comme le stade olympique Yves-du-Manoir à Colombes, jadis, se trouve en banlieue. C'est également le cas de la Paris La Défense Arena dans le quartier de La Défense à Nanterre, des hippodromes de Chantilly, de Maisons-Laffitte, Saint-Cloud et d'Enghien-Soisy.

### Localisations
| Stade de France Parc des Princes Paris La Défense Arena Stade Jean Bouin Stade Charléty Palais omnisports de Paris-Bercy Stade Roland Garros Arena Porte de la Chapelle Halle Georges Carpentier Stade Pierre de Coubertin Salle Pierre Charpy Stade Yves du Manoir Hippodrome de Longchamp Hippodrome d'Auteuil Hippodrome de Vincennes Vélodrome Jacques Anquetil Stade Bauer Centre aquatique de Saint-Denis Palais des sports Marcel Cerdan Palais des sports Robert Charpentier Stade Henri Wallon Gymnase Marcel Cerdan |

### Capacités
| Nom du Stade                             | Ville                | Ouverture | Capacité | Club résident                                                                                 | Évènement(s) annuel(s) |
| ---------------------------------------- | -------------------- | --------- | -------- | --------------------------------------------------------------------------------------------- | --- |
| Stade de France                          | Saint-Denis          | 1998      | 80000    |                                                                                               | matchs à domicile de l'Équipe de France de rugby à XV du Tournoi des Six Nations finale du Championnat de France de rugby finale de la Coupe de France de football |
| Parc des Princes                         | Paris                | 1897      | 47000    | Paris Saint-Germain (football)                                                                | |
| Paris La Défense Arena                   | Nanterre             | 2017      | 30000    | Racing Club de France (rugby)                                                                 | étape final du Supersevens (rugby à 7) Supercross de Paris Tournoi de tennis de Paris (à partir de 2025) |
| Stade Jean-Bouin                         | Paris                | 1928      | 19600    | Stade français Paris (rugby) Paris Football Club (à partir de 2025)                           | |
| Stade Charléty                           | Paris                | 1939      | 19000    | Paris université club (rugby) Paris Football Club (féminines) Paris Football Club (2007-2025) | Meeting de Paris (athlétisme) |
| Palais omnisports de Paris-Bercy         | Paris                | 1984      | 16000    |                                                                                               | Tournoi de Paris de judo finales des Coupe de France masculine de handball et Coupe de France féminine de handball finales des Coupe de France masculine de basket-ball et Coupe de France féminine de basket-ball étape française de la Coupe du monde de gymnastique artistique Tournoi de tennis de Paris (1986-2024) |
| Stade Roland-Garros                      | Paris                | 1928      | 15000    |                                                                                               | Tournoi de Roland Garros (tennis) |
| Arena Porte de la Chapelle               | Paris                | 2024      | 8000     | Paris Basketball                                                                              | Open de France de badminton |
| Vélodrome Jacques-Anquetil               | Paris                | 1896      | 7000     |                                                                                               | |
| Stade olympique Yves-du-Manoir           | Colombes             | 1907      | 6000     |                                                                                               | |
| Stade Bauer                              | Saint-Ouen-sur-Seine | 1909      | 5600     | Red Star FC (football)                                                                        | |
| Halle Georges-Carpentier                 | Paris                | 1960      | 4800     |                                                                                               | |
| Stade Pierre-de-Coubertin                | Paris                | 1937      | 4000     | Paris Saint-Germain Handball                                                                  | |
| Palais des sports Marcel-Cerdan          | Levallois            | 1992      | 4000     | Levallois Paris Saint-Cloud (volleyball)                                                      | |
| Centre aquatique olympique (Saint-Denis) | Saint-Denis          | 2024      | 2500     |                                                                                               | Giant Open (natation, à partir de 2025) a pour vocation de prendre la suite de l'Open de France de natation |
| Palais des sports Robert-Charpentier     | Issy-les-Moulineaux  | 2005      | 2200     | Paris 92 (handball)                                                                           | |
| Salle Pierre Charpy                      | Paris                | 1994      | 1400     | Paris Volley                                                                                  | |
| Stade Henri-Wallon                       | Bobigny              |           | 1000     | Athletic Club de Bobigny 93 rugby (féminines)                                                 | |
| Gymnase Marcel Cerdan                    | Paris                |           | 400      | Corsaires de Paris XIII (roller-hockey)                                                       | |

### Hippodromes
Les hippodromes ont la particularité d'avoir des capacités d'accueil très différentes selon que l'on considère uniquement les places assises (comme dans les autres stades) ou que l'on inclut aussi les places debout (inexistantes ou interdites dans la plupart des autres stades de grande taille pour des raisons de sécurité).
| Nom de l'hippodrome     | Ville | Ouverture | Places assises | Capacité incluant places debout | Évènement(s) annuel(s)       |
| ----------------------- | ----- | --------- | -------------- | ------------------------------- | ---------------------------- |
| Hippodrome de Vincennes | Paris | 1863      | 35000          | 35000                           | Prix d'Amérique              |
| Hippodrome de Longchamp | Paris | 1857      | 10000          | 50000                           | Prix de l'Arc de Triomphe    |
| Hippodrome d'Auteuil    | Paris | 1873      | 4800           | 40000                           | Grand Steeple-Chase de Paris |

## Principaux clubs parisiens

### Anciens clubs
| Sport            | Nom | Fondation | Championnat | Statut actuel       | Titres de champion de France |
| ---------------- | --- | --------- | ----------- | ------------------- | ---------------------------- |
| Football         | Standard AC | 1890      | District    | Amateur             | aucun                        |
| Football         | Club français | 1892      | –           | Disparu en 1940     | aucun                        |
| Football         | Olympique de Paris | 1908      | –           | Disparu en 1926     | aucun                        |
| Football         | CA Paris-Charenton | 1905      | District    | Amateur             | aucun                        |
| Football         | Gallia Club Paris | 1896      | –           | Disparu en 1940     | aucun                        |
| Football         | Racing Club de France football | 1896      | National 3  | Amateur             | 1 : 1936                     |
| Football         | Stade français | 1900      | District    | Amateur             | aucun                        |
| Football         | CA Sports généraux | 1903      | –           | Disparu en 1951     | aucun                        |
| Hockey sur glace | Club des patineurs de Paris | 1902      | –           | Disparu en 1937     | 7 : entre 1908 et 1922       |
| Rugby à XV       | Olympique | 1895      | –           | Disparu en 1902     | 1 : 1896                     |
| Basket-ball      | Metropolitans 92 (1922 à 1992 : Racing Club de France Basketball, 1989 à 1992 : Racing Paris Basket, 1992 à 2002 : PSG Basket Racing, 2002 à 2007 : Racing Paris Basket, 2007 à 2017 : Paris-Levallois) | 1922      | Nationale 1 | Amateur depuis 2024 | 4 : 1951, 1953, 1954, 1997   |

### Clubs actuels
| Sport            | Nom                          | Fondation | Championnat   | Terrain                              | Titres de champion de France                                                            |
| ---------------- | ---------------------------- | --------- | ------------- | ------------------------------------ | --------------------------------------------------------------------------------------- |
| Basket-ball      | Paris Basketball             | 2018      | Betclic Elite | Arena Porte de la Chapelle           | 1 : 2025                                                                                |
| Football         | Paris FC                     | 1969      | Ligue 2       | Stade Sébastien-Charléty             | aucun                                                                                   |
| Football féminin | Paris FC                     | 1971      | Division 1    | Stade Sébastien-Charléty             | 6 : 1992, 1994, 1996, 1997, 2003, 2006                                                  |
| Football         | Paris Saint-Germain FC       | 1970      | Ligue 1       | Parc des Princes                     | 13 : 1986, 1994, 2013, 2014, 2015, 2016, 2018, 2019, 2020, 2022, 2023, 2024, 2025       |
| Football féminin | Paris Saint-Germain FC       | 1971      | Division 1    | Campus du Paris-Saint-Germain        | 1 : 2021                                                                                |
| Handball         | Paris Saint-Germain Handball | 1941      | Division 1    | Stade Pierre-de-Coubertin            | 12 : 2013, 2015, 2016, 2017, 2018, 2019, 2020, 2021, 2022, 2023, 2024, 2025             |
| Handball         | Paris 92                     | 1999      | Division 1    | Palais des sports Robert-Charpentier | aucun                                                                                   |
| Roller-hockey    | Corsaires de Paris XIII      | 1996      | Ligue Elite   | Gymnase Marcel Cerdan                | 1 : 2013                                                                                |
| Rugby à XV       | Stade français Paris         | 1892      | Top 14        | Stade Jean-Bouin                     | 14 : 1893, 1894, 1895, 1897, 1898, 1901, 1903, 1908, 1998, 2000, 2003, 2004, 2007, 2015 |
| Volley-ball      | Paris Volley                 | 1998      | Ligue A       | Salle Pierre Charpy                  | 9 : 2000, 2001, 2002, 2003, 2006, 2007, 2008, 2009, 2016                                |
| Volley-ball      | Levallois Paris Saint-Cloud  | 2003      | Ligue AF      | Palais des sports Marcel-Cerdan      | 2 : 2024, 2025                                                                          |

### Clubs omnisports
| Nom                                          | Fondation | Équipes professionnelles                              |
| -------------------------------------------- | --------- | ----------------------------------------------------- |
| Racing Club de France                        | 1882      | Rugby (avec l'US Métro)                               |
| Stade français                               | 1883      | Rugby (avec le Paris Jean-Bouin), Volley-ball féminin |
| Paris Jean-Bouin (CASG)                      | 1903      | Rugby (avec le Stade français)                        |
| Paris université club                        | 1906      | Volley-ball (lié au club)                             |
| Union sportive métropolitaine des transports | 1928      | Rugby (avec le Racing)                                |
| Paris Saint-Germain                          | 1970      | Football, Football féminin, Handball                  |

## Médias sportifs parisiens
Le principal titre de la presse sportive parisienne est L'Équipe (depuis 1946), auparavant nommé L'Auto (1903-1944).
Citons également France Football (depuis 1946) qui prend le relais de Football (1929-1944).
Dans le dernier tiers du XIXe siècle, les hebdomadaires consacrés au cyclisme étaient les rois. Au début du XXe siècle, l'omnisports s'impose à travers des titres comme le Miroir des Sports (1919-1939).
Des chaînes de télévision dédiées aux sports sont également présents à en proche banlieue à Issy-les-Moulineaux avec Eurosport depuis 1989 et Sport+ (Groupe Canal+) depuis 2002, et à Boulogne-Billancourt avec L'Équipe TV depuis 1998 et BeIn Sports (France) depuis 2012.